# Daulet Szabanbaj
Daulet Szabanbaj (kaz. Даулет Шабанбай; ur. 9 sierpnia 1983) – kazachski zapaśnik w stylu wolnym. Dwukrotny olimpijczyk. Brązowy medalista z Londynu 2012 w wadze 120 kg i siedemnasty w Rio de Janeiro 2016 w kategorii 125 kg.
Siódmy na mistrzostwach świata w 2015. Srebrny medalista igrzysk azjatyckich w 2014, a także igrzysk Solidarności Islamskiej w 2017. Zdobył pięć medali na mistrzostwach Azji w latach 2008 - 2016. Piąty na halowych igrzyskach azjatyckich w 2017. Szósty w Pucharze Świata w 2013; siódmy w 2009; 2012 i 2018 roku.